# Anomala cyanipennis
Anomala cyanipennis är en skalbaggsart som beskrevs av Lin 1999. Anomala cyanipennis ingår i släktet Anomala och familjen Rutelidae. Inga underarter finns listade i Catalogue of Life.